# محمد بنهیمه
محمد بنهیمه (عربی: محمد بنهيمة؛ زادهٔ ۲۵ ژوئن ۱۹۲۴ – درگذشته ۲۳ نوامبر ۱۹۹۲) یک سیاست‌مدار اهل مراکش بود. وی از ۷ ژوئیه ۱۹۶۷ تا ۶ اکتبر ۱۹۶۹ نخست‌وزیر این کشور بود.

## زندگی شخصی
وی پدر ادریس بنهیمه مدیر عامل اجرایی و رئیس هیئت مدیره شرکت هواپیمایی پادشاهی مراکش می‌باشد. 